# CLOSE YOUR EYES (森川美穂の曲)
「CLOSE YOUR EYES」（クローズ・ユア・アイズ）は、森川美穂の22枚目のシングル。1995年7月26日にTOSHIBA-EMI/TM FACTORYから発売された。

## 概要
- 前作に続き「CLOSE YOUR EYES」は当時流行りだったユーロビートダンスミュージックに挑戦した。「CLOSE YOUR EYES」はテレビ朝日系『トゥナイト2』エンディングテーマ曲。
- C/W「夏の気配」は日本テレビ系『独占スポーツ情報』イメージソング。

## 収録曲
1. CLOSE YOUR EYES [4:17]
作詞：本庄哲男　作曲：久保田朱美　編曲：福田裕彦
2. 夏の気配 [4:11]
作詞：森川美穂　作曲：田畑朋実　編曲：加藤みちあき
3. CLOSE YOUR EYES（オリジナル・カラオケ） [4:17]